# Garb Golińca

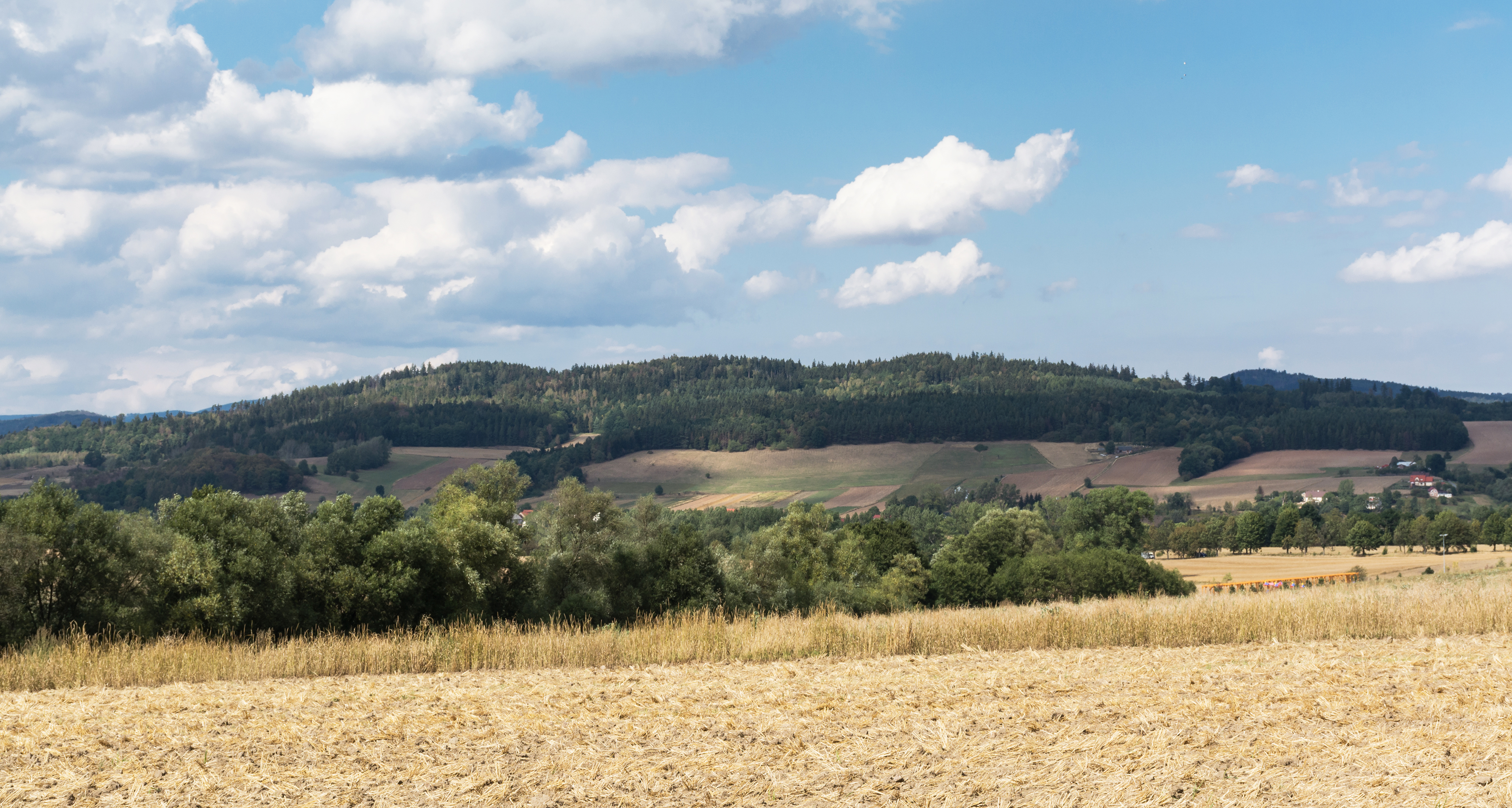
Goliniec

Garb Golińca – masyw górski w południowo-zachodniej części Gór Bardzkich w Sudetach w południowo-zachodniej Polsce w województwie dolnośląskim.

## Położenie
Garb Golińca położony jest po południowo-zachodniej stronie Grzbietu Zachodniego głównego pasma Gór Bardzkich, pomiędzy Wojborzem a Święckiem i Bierkowicami. Po stronie wschodniej garb oddzielony jest od macierzystego masywu Obniżeniem Łącznej, od strony południowej graniczy z Kotliną Kłodzką, a od strony południowo-zachodniej z Obniżeniem Bożkowa.

## Opis
Garb Golińca jest wyraźnie wyodrębniającą się podjednostką Gór Bardzkich, stanowi dość znaczne wyniesienie ponad otaczający teren i pokryty jest lasami w znacznym stopniu przekształconymi przez człowieka. Stanowi małe pasmo wzgórz wznoszących się średnio na wysokość (501 m n.p.m.). Pasmo ciągnie się równolegle do Gór Bardzkich w kierunku południowo-wschodnim na długości ponad 6 km od potoku Czerwionek na północy do Kotliny Kłodzkiej na południu, maksymalna szerokość pasma wynosi ponad 4 km. Garb podzielony jest doliną na dwie części, część północno-zachodnią z górą Golińcem (524 m n.p.m.) i na małą część południowo-wschodnią z najwyższa górą Kopcem (468 m n.p.m.).

### Rzeźba
Cały obszar pasma jest górzysty przecięty w poprzek doliną na dwa segmenty z wyraźnie zaznaczonymi wzniesieniami, rzadko zaludniony o zalesionych szczytach. Większość obszaru zajmują łąki i pola uprawne.

### Krajobraz
Jest to krajobraz niskich gór, wyżyn i wysoczyzn. Szczyty są kopulaste z wyraźnym podkreśleniem zboczy. Większość obszaru zajmują pola uprawne i łąki. Krajobraz częściowo przeobrażony.

### Budowa geologiczna
Wzgórza powstały na oderwanym i wypiętrzonym fragmencie Masywu Czeskiego. Zajmują północno-wschodnią część metamorfiku kłodzkiego oraz południowe fragmenty struktury bardzkiej i północno-wschodnie fragmenty niecki śródsudeckiej (rowu Czerwieńczyc). Zbudowane są głównie ze staropaleozoicznych skał metamorficznych – diabazów i łupków zieleńcowych, fyllitów, łupków chlorytowych, fyllitów wapnistych, wapieni krystalicznych, skał magmowych – gabr i ryolitów (metamorfik kłodzki); z dewońskich i dolnokarbońskich, bardzob słabo zmetamorfizowanych skał osadowych – piaskowców, mułowców i łupków (struktura bardzka) oraz ze skał osadowych czerwonego spągowca – piaskowców, zlepieńców i iłowców (niecka śródsudecka).
Budowa i ciekawa struktura geologiczna sprawiły, że na obszarze Garbu Golińca eksploatowano liczne surowce mineralne. Po działalności kamieniołomów do dziś pozostało wiele nieczynnych wyrobisk.

## Klimat
Na opisywanym obszarze brakuje stacji meteorologicznych, co utrudnia szczegółowe określenie panujących tu warunków klimatycznych. Są one zbliżone do terenów sąsiednich. Najkorzystniejsze warunki klimatycznie są u podnóża oraz w piętrze do ok. 400–500 m n.p.m. Średnia temperatura roczna oscyluje tu w granicach 7 °C. Najcieplejszym miesiącem jest lipiec, najzimniejszym styczeń. Okres wegetacyjny ma zróżnicowaną długość w zależności od wysokości terenu i trwa od ok. 220 dni w dolinach do ok. 190 dni na północnych zboczach szczytowych.

## Roślinność i zwierzęta
Wyższe partie Garbu Golińca porasta częściowo las mieszany. Na terenie wzgórz występują skupiska roślinności górskiej objęte prawną ochroną na uwagą zasługują: oset górski – dziewięćsił bezłodygowy, wawrzynek wilczełyko, storczyki, goryczki, pierwiosnki, lilia złotogłów oraz kilka gatunków traw. Na siedliska kwaśnej górskiej buczyny wprowadzono monokultury świerka i daglezji. W północno-zachodniej części zachowały się w znacznie dobrym stanie zbiorowiska grądu wysokiego, a w części południowej fragmenty acydofilnej podgórskiej dąbrowy. Zbiorowiskom tym towarzyszą interesujące oszyjki i okrajki, w których występuje pokrzyk wilcza jagoda. W obrębie Garbu istnieje kilkanaście nieczynnych kamieniołomów, które obecnie zasiedla roślinność naskalna. W zacienionych łomach wykształciły się szczelinowe zbiorowiska paproci, nasłonecznione ściany zajmują silnie zdegradowane zbiorowiska murawowe, w których rosną: posłonek kutnerowaty pospolity, strzęplica nadobna, poziomka wysoka, przelot pospolity. Na żwirze pozostałym po obróbce materiału skalnego wykształciły się bardzo interesujące zbiorowiska muraw zasiedlających półki skalne. Świat zwierzęcy nie różni się specjalnie od innych części Sudetów. Z większych zwierząt można spotkać sarnę i dzika. W zróżnicowanym dla Sudetów, świecie ptaków na terenie wzgórz występuje: jarząbek, sowa włochata, pluszcz, krzyżodziób świerkowy, kilka gatunków jastrzębi. Z mniejszych ssaków można spotkać lisa, łasicę, wiewórkę, zająca.

## Wody
Garb Golińca należy do zlewiska Morza Bałtyckiego. Głównymi rzekami odwadniającymi są rzeki Łącznica, Czerwionek oraz ich dopływy zbierające wody ze zboczy. Odwadniające Garb potoki spływają dolinami do ujść.

## Komunikacja
- szlak kolejowy Wałbrzych – Kłodzko
- droga wojewódzka nr 381 Kłodzko – Wałbrzych, prowadzące po południowo-zachodniej stronie równolegle do rozciągłości Garbu.
- droga lokalna Bierkowice – Wojbórz.

## Miejscowości
Łączna, Ścinawica, Święcko, Bierkowice.

## Turystyka
Garb w przeszłości był znaną okolicą, dzisiaj jest zapomniany – nie prowadzi tu żaden szlak turystyczny.